# Shaun O'Hara
Shaun O'Hara (født 23. juni 1977 i Chicago, Illinois, USA) er en tidligere amerikansk footballspiller, der spillede i NFL som center for henholdsvis Cleveland Browns og New York Giants.
O'Hara var en del af det New York Giants-hold, der i 2008 overraskende vandt Super Bowl XLII efter sejr over New England Patriots. 

## Klubber
- Cleveland Browns (2000–2003)
- New York Giants (2004–2010)